# Птицы Волгоградской области (Аистообразные)

## ОтрядАистообразные, илиГоленастые—Ciconiiformes
| Семейство Аистовые — Ciconiidae        |                                             |                                                                                                |
| Род Аисты (Ciconia)                    |                                             |                                                                                                |
|                                        | Белый аист — Ciconia ciconia                | Занесён в Красную книгу Волгоградской области. Очень редко гнездится и редко бывает пролётом.  |
|                                        | Чёрный аист — Ciconia nigra                 | Занесён в Красную книгу Волгоградской области.Очень редко гнездится и редко бывает пролётом.   |
| Семейство Ибисовые — Threskiornithidae |                                             |                                                                                                |
| Род Каравайки (Plegadis)               |                                             |                                                                                                |
|                                        | Каравайка — Plegadis falcinellus            | Занесена в Красную книгу Волгоградской области. Очень редко гнездится и редко бывает пролётом. |
| Род Колпицы (Plateinae)                |                                             |                                                                                                |
|                                        | Колпица — Platalea leucorodia               | Занесена в Красную книгу Волгоградской области. Редкий вид, гнездящийся на территории региона. |
| Семейство Цаплевые — Ardeidae          |                                             |                                                                                                |
| Род Цапли (Ardea)                      |                                             |                                                                                                |
|                                        | Большая белая цапля — Egretta alba          | Обычный гнездящийся вид. Иногда встречается на пролёте.                                        |
|                                        | Малая белая цапля — Egretta garzetta        | Малочисленный в регионе вид. Гнездится. Иногда встречается на пролёте.                         |
|                                        | Рыжая цапля — Ardea purpurea                | Малочисленный в регионе вид. Гнездится. Иногда встречается на пролёте.                         |
|                                        | Серая цапля — Ardea cinerea                 | Многочисленный вид. Гнездится. Встречается на пролёте.                                         |
| Род Кваквы                             |                                             |                                                                                                |
|                                        | Обыкновенная кваква — Nycticorax nycticorax | Малочисленный вид.                                                                             |
| Род Прудовые цапли                     |                                             |                                                                                                |
|                                        | Жёлтая цапля — Ardeola ralloides            | Занесена в Красную книгу Волгоградской области. Редкий гнездящийся в регионе вид.              |
| Род Выпи (Botaurus)                    |                                             |                                                                                                |
|                                        | Большая выпь — Botaurus stellaris           | Обычный гнездящийся и на пролёте вид.                                                          |
| Род Волчки                             |                                             |                                                                                                |
|                                        | Малая выпь или волчок — Ixobrychus minutus  | Обычный гнездящийся и на пролёте вид. Малочисленна на зимовке.                                 |